# 瀬川 (箕面市)
瀬川（せがわ）は、大阪府箕面市の町名。
令和3年3月末現在(箕面市発表)の世帯数は3,319、人口7,325で内男性3,492人・女性3,833人。

## 地理
箕面市の南西部に位置し、西は池田市石橋と井口堂、更に豊中市の飛び地である石橋麻田町、北は池田市旭丘、東は半町、南は待兼山のある豊中市待兼山町と接している。箕面川から北が1丁目、南が2丁目、国道171号線を挟んで北が3丁目、南が4丁目と5丁目である。
当地で箕面川と石澄川が合流している。
箕面川周辺や待兼山周辺は閑静な高級住宅街が広がっており、箕面川ではホタルが飛び交う姿を、待兼山では季節によって桜や紅葉を楽しめる。

### 地価
住宅地の地価は、2020年（令和2年）1月1日の公示地価によれば、瀬川一丁目13-2の地点で18万3000円/m2。。

## 歴史
瀬川の歴史は縄文時代まで遡り、瀬川遺跡が現在の瀬川四丁目付近で発掘され、土器と石器が出土している。
瀬川の各所には箕面川からの地下水が湧いているとされる「坪」と呼ばれる湧水が15箇所あり、そのうち一つは鎌倉時代の源平合戦時に弁慶が戦場に行く前に自分の姿を水に映し、鏡の代わりとして服装を整え、戦いの吉凶を占ったとされる。
江戸時代には西国街道と能勢街道の結節点「瀬川宿」としても栄え、現在も参勤交代時に大名が泊まっていたといわれる瀬川半町本陣跡が残っている。
1889年(明治22年)の町村制施行によって、瀬川の由来である瀬川村は周辺の村々と合併し箕面村となる。
1910年3月10日に箕面有馬電気軌道（後の阪急）が開通し、梅田から箕面への交通が整備されると、周辺に住宅街が形成され始め瀬川の人口も増えていった。

## 世帯数と人口
2021年（令和3年）3月31日現在（箕面市発表）の世帯数と人口は以下の通りである。
| 丁目       | 世帯数    | 人口    |
| ---------- | --------- | ------- |
| 瀬川一丁目 | 591世帯   | 1,446人 |
| 瀬川二丁目 | 846世帯   | 1,841人 |
| 瀬川三丁目 | 158世帯   | 262人   |
| 瀬川四丁目 | 927世帯   | 1,941人 |
| 瀬川五丁目 | 797世帯   | 1,835人 |
| 計         | 3,346世帯 | 7,370人 |

## 小・中学校の学区
市立小・中学校に通う場合、学区は以下の通りとなる。
| 番地 | 小学校             | 中学校             |
| ---- | ------------------ | ------------------ |
| 全域 | 箕面市立西南小学校 | 箕面市立第三中学校 |

## 交通

### 鉄道
鉄道駅はない。

### 道路
国道171号が通っている。

## 施設
- 天児屋根命神社(瀬川神社)
- 瀬川保育園
- 箕面市立せいなん幼稚園
- 箕面市立西南小学校
- 箕面市立第三中学校